# Impasse Vandal
L’impasse Vandal est une voie privée du 14e arrondissement de Paris, en France, proche de la gare d'Ouest-Ceinture.

## Situation et accès
L'impasse Vandal commence à hauteur du no 27 du boulevard Brune ; elle suit une direction vers le nord-ouest.
Elle se trouve à 100 m environ à l'est de la station de métro Porte de Vanves en empruntant le boulevard Brune.

## Origine du nom

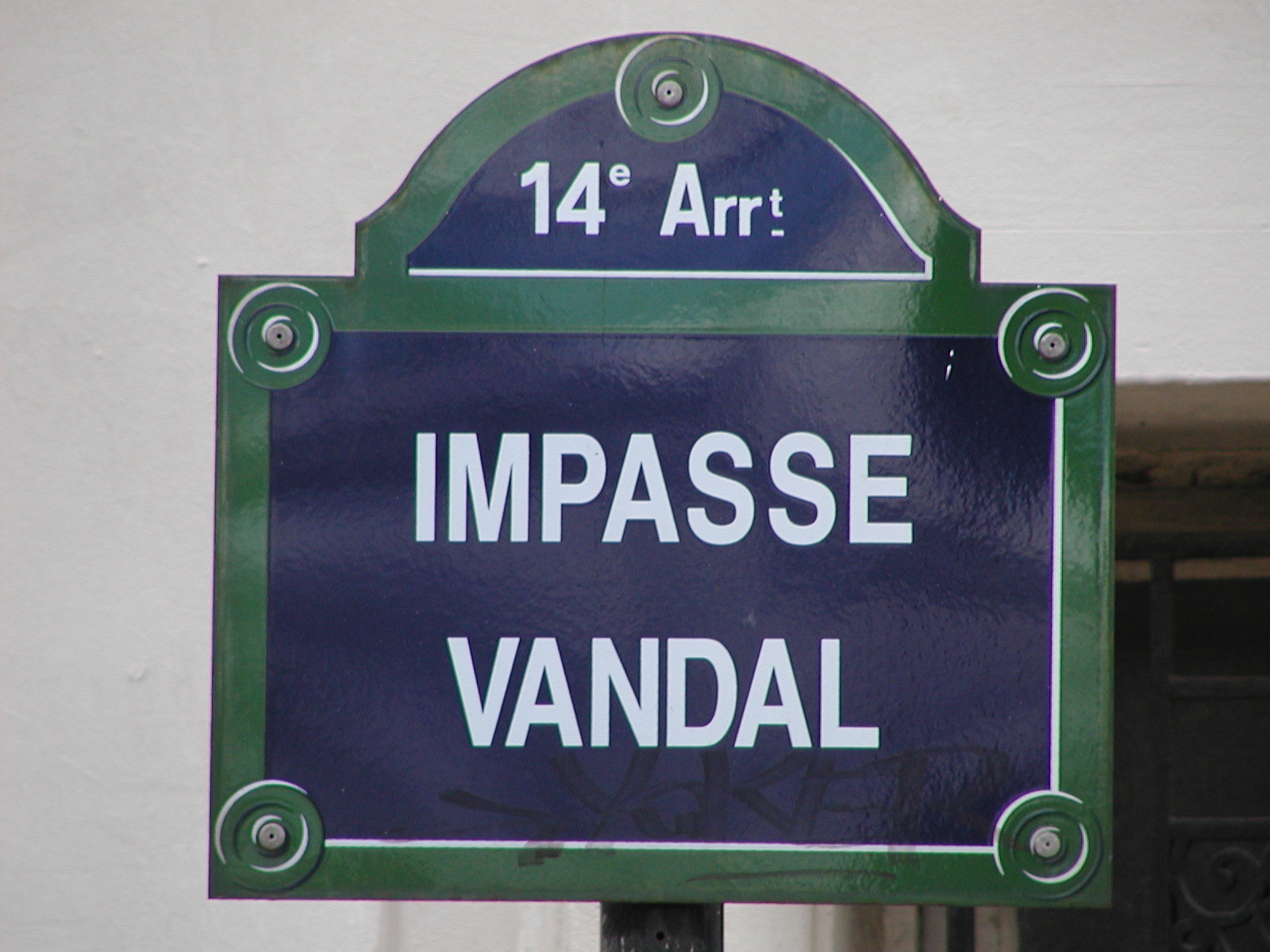
Plaque de dénomination de l'impasse.

Cette voie est nommée d'après M. Vandal, ancien propriétaire du terrain.

## Historique
Ouverte en 1856 sous sa dénomination actuelle, elle est ouverte à la circulation publique par arrêté municipal du 10 juillet 1991.

## Bâtiments remarquables et lieux de mémoire
- Maurice Faustino-Lafetat (1917-1998), artiste peintre, y vécut. Ses tableaux de jeunesse documentent sur le terrain vague, campement des gitans, où aboutissait l'artère.